# Combattimento di Gars Ras El-Leben
Il combattimento di Gars Ras El-Leben (anche Kars Ras el Leben o Cars-el Leben) fu un episodio della guerra italo-turca.

## Il combattimento
Il 14 settembre 1912 il generale italiano Ottavio Briccola decise un'azione offensiva per la conquista delle posizioni di Gars Ras El-Leben, di casa Aronne e della località detta il Rudero destinata alla costruzione di un'opera avanzata. Alle 4:00 del mattino, appoggiate dal mare dall'incrociatore San Marco, tre colonne - una guidata dal generale Luigi Capello, l'altra dal generale Francesco Del Buono e l'ultima dal generale Tommaso Salsa - mossero in avanti. La prima colonna (Capello) con compiti dimostrativi, cercò di impegnare i turchi; la seconda (Del Buono), uscita dalle linee spinse alcuni reparti verso Gars Ras El-Leben occupandola, mentre la terza colonna (Salsa) occupò la casa Aronne e le dune circostanti. Inoltre una compagnia del genio minatori avanzò fino al Rudero, respingendo gli avversari e rafforzandosi sul luogo.
Gli ottomani si sottrassero al combattimento ritirandosi all'interno, ma, nella giornata del 17 cercarono di riprendere le posizioni perdute di Ras El-Leben attaccando le truppe italiane e riuscendo inizialmente ad infiltrarsi tra la brigata Salsa e quella del Buono. L'andamento della battaglia fu sintetizzata dal generale Ezio Reisoli in un telegramma reso successivamente noto dal generale Briccola il 18 settembre 1912: "Ieri 17 settembre alle 4,30, il nemico, avvicinatosi molto abilmente alle posizioni da noi occupate il giorno 14 pronuziava un attacco in direzione di Casa Aronne ed altri molto più intensi in direzione di Gars El-Leben e della testata del vallone Bu-Rues. L'attacco era sostenuto dall'artiglieria appostata sulla sinistra e sulla destra dell'Uadi derna. L'attacco contro la Casa Aronne venne in breve arrestato e vigorosamente respinto; quello in direzione di Gars El-Leben e della testata del Bu-Rues, malgrado la tenacia del nemico fu vittoriosamente rigettato con ammirevole sangue freddo e valore delle nostre truppe le quali... eseguirono frequenti riusciti contrattacchi in direzione delle alture di Ermazzat Ezzoni accerchiando gran numero di nemici, decimandoli, facendo prigionieri ed inseguendo  con efficaci tiri i fuggiaschi. Verso le 8 il nemico si trovava in piena ritirata battuto dalla nostra artiglieria che inseguiva quella avversaria  anche quando, alle ore 12, già decimata, cambiava posizione. Frattanto essendosi notato che numerosi gruppi nemici si adunavano al coperto ad est di Casa Aronne, essi vennero snidati da un vigoroso attacco della nostra ala sinistra e ricacciati con rilevanti perdite. La nostra truppa ebbe 61 morti e 113 feriti. Del nemico i morti contati superano gli 800. Aggiungendo quelli asportati e quelli disseminati nei burroni, il totale dei morti si può valutare ad oltre 1000, più un numero proporzionale di feriti. Vennero fatti 41 prigionieri fra i quali un capo. Gli ufficiali e le truppe tennero un contegno ammirevole per disciplina, valore ed entusiasmo." 
In seguito il generale Francesco Del Buono fu insignito della croce di cavaliere, commutata poi in quella di Ufficiale dell'Ordine Militare di Savoia, con la seguente motivazione: "Nel giorno 14 settembre 1912 guidava la propria brigata alla conquista delle posizioni del rudero di Ermazzat Ezzonni e di Gars Ras El-Leben con ardire, sagagia ed abilità. Preparato poi a difesa il fronte assegnato alle sue truppe all'alba del 17 con pronte opportune ed efficaci disposizioni respingeva un violento, improvviso attacco nemico e quindi con felice intuito della situazione e con alto sentimento di solidarietà, concorreva efficacemente di sua iniziativa, all'azione controffensiva della Brigata Speciale da Montagna. Ermazzat Ezzonni e Gars Ras El-Leben 14-17 settembre 1912."